# Anoda polygyna
Anoda polygyna är en malvaväxtart som beskrevs av P.A. Fryxell. Anoda polygyna ingår i släktet glansmalvor, och familjen malvaväxter. Inga underarter finns listade i Catalogue of Life.